# Podagrica fuscicornis

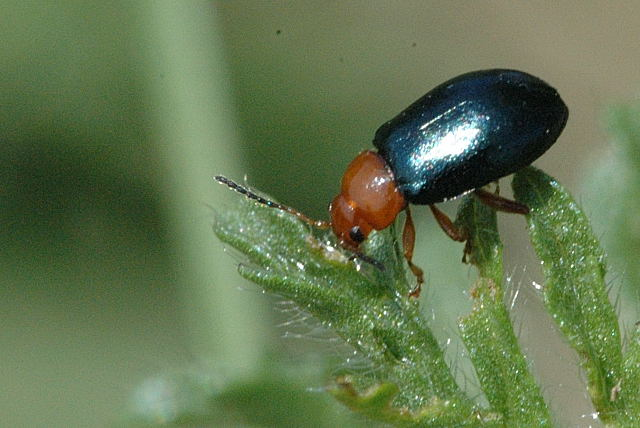

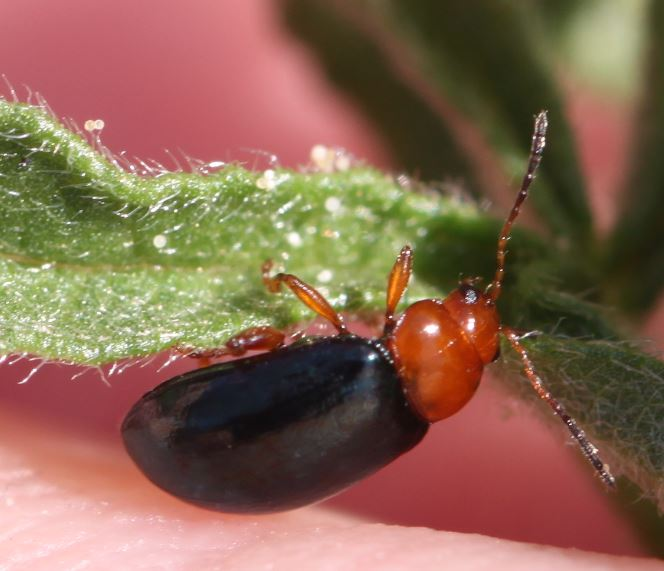
Podagrica fuscicornis an Rosenmalve (Malva alcea)

Podagrica fuscicornis gehört zu den Flohkäfern (Tribus Alticini, Unterfamilie Galerucinae) aus der Familie der Blattkäfer (Chrysomelidae). Der Käfer trägt auch den Namen (Gewöhnlicher) Malven-Erdfloh.

## Merkmale
Die Käfer werden 3 bis 6 Millimeter groß. Kopf, Halsschild und Beine sind hellrot gefärbt. Die Mundteile sind mit Ausnahme der schwärzlichen Mandibelspitzen hell rotgelb gefärbt. Die Halsschildhinterwinkel besitzen einen kräftigen Längsstrichel. Der Hinterleib ist dunkel gefärbt. Die Deckflügel sind metallisch blau bis grün gefärbt. Sie besitzen eine verworrene Punktierung. Die Fühler sind an der Basis rötlich, zur Spitze hin verdunkeln sie sich.

## Verbreitung
Podagrica fuscicornis ist eine paläarktische Art. Die Art ist in Süd- und Mitteleuropa verbreitet. Im Norden reicht ihr Vorkommen bis nach Dänemark, Süd-Polen und Südengland. Sie ist die häufigste Art ihrer Gattung in Deutschland. Ferner kommt die Art auf der Krim, im Kaukasus, in Vorderasien sowie in Nordafrika vor.

## Lebensweise
Die adulten Käfer fliegen von Mai bis August. Man beobachtet sie häufig an Malven (Malva), Stockrosen (Alcea), Eibisch (Althaea) und Strauchpappeln (Lavatera). Diese Malvengewächse bilden die Wirtspflanzen der Art. Die  Larven entwickeln sich im Stängelmark der Pflanzen. Später verlassen sie die Pflanze und überwintern im Boden, wo sie sich im Frühjahr verpuppen. Die adulten Käfer fressen an den Blättern der Pflanzen und können zu deren Durchlöcherung und schließlich zu deren Skelettierung führen. Die Käfer sind gesellig, treten aber selten in Massen auf. Deshalb gelten sie als weniger bedeutende Pflanzenschädlinge. Im Gegensatz zu anderen Flohkäfer-Gattungen besitzen die Käfer keine besonders verdickten hinteren Femora und weisen deshalb kein entsprechendes Sprungverhalten auf.

## Ähnliche Arten
Die Käfer der verwandten Art Podagrica fuscipes sehen ähnlich aus, haben jedoch schwarze Beine.

## Taxonomie
In der Literatur findet man folgende Synonyme:
- Chrysomela fuscicornis Linnaeus, 1766 – ursprüngliche Namenskombination
- Crioceris fulvipes Fabricius, 1801